# Pier-André Coté
Pier-André Coté (Gaspé, Quebec, 24 de abril de 1997) é um ciclista profissional canadiano. Desde 2022 compete pela equipa Human Powered Health.

## Palmarés
- 2017
  - 3.º no Campeonato do Canadá em Estrada

- 2018
  - 2 etapas Tour de Beauce

- 2019
  - 3 etapas no Grand Prix Cycliste de Saguenay

- 2022
  - Grande Prêmio Criquielion
  - 3.º no Campeonato do Canadá de Ciclismo Contrarrelógio 
  - Campeonato do Canadá em Estrada

## Equipas
- Silber (2017-2018)
- Rally Cycling (2019-2021)
  - Rally UHC Cycling (2019)
  - Rally Cycling (2020-2021)
- Human Powered Health (2019-2021)